# Parapoynx bipunctalis
Parapoynx bipunctalis là một loài bướm đêm trong họ Crambidae.